# Терзян, Акоп
Акоп Терзян (арм. Յակոբ Թերզեան; 22 августа 1879, Саимбейли, Османская империя — 24 августа 1915, Айас) — армянский писатель, мемуарист, фармацевт.
Был убит турецкими погромщиками во время депортации армянского населения из Западной Армении.

## Биография
Детство провёл в г. Адана. Учился в местной армянской школе. В 1897 году переехал в Стамбул. В 1900 году получил образование фармацевта. После этого, вернулся в свой родной город, открыл аптеку.
Терзян сотрудничал со многими армянскими газетами, издаваемыми в столице империи.
В 1909 году Терзян был свидетелем Киликийской резни. Стал членом самообороны в армянском квартале города. Во время беспорядков, его аптека была подожжена и уничтожена. Потеряв во время погромов своего новорожденного сына и, едва выжив, бежал в Стамбул, где открыл аптеку под названием «Адана».
В 1911 Терзян опубликовал книгу под названием «Жизнь Аданы» и издал в пяти томах свои мемуары под названием «Киликийская катастрофа. Свидетельства очевидца» (1912). Весь тираж книги о киликийской резне был конфискован османскими властями, удалось спасти, спрятав, лишь несколько экземпляров этой обширной работы о массовых убийствах, со статистическими данными. «Киликийская катастрофа» получила широкое признание и считается важным документом для изучения событий в г. Адане. Католикос Киликии Саак II высоко оценил его труд.
Акоп Терзян был среди армянских лидеров, подлежавших депортации во время геноцида армян. 24 апреля 1915 года он был арестован. Позже был переведен в Чанкыры, где заключён в тюрьму. Наряду с другими армянами, 19 августа отправлен в тюрьму в Анкару. 24 августа вместе с рядом представителей армянской интеллигенции был убит в районе Айаса.